# خط‌خطی (ماهنامه)
خط‌خطی ماهنامه‌ای به زبان طنز است که از انتشار آن از فروردین ۱۳۹۰ آغاز شد و نگاهی عامه‌پسندانه و طنز به وقایع روز دارد.
مجله خط‌خطی سه دوره تحریریه داشته است، از ابتدا به‌عنوان یک نشریه تبلیغاتی طنز با بهترین کیفیت چاپ و کاغذ منتشر شد و امین مؤیدی سردبیر و احسان ناظم بکایی مدیر تحریریه بود. سپس یک شورای سیاستگذاری تشکیل شد و سه دبیر موضوعی برای طنز سیاسی (نیما دهقانی و بعدتر شهرام شهیدی) طنز اجتماعی (سوشیانس شجاعی‌فرد) و طنز فرهنگی و ورزشی (مسعود مرعشی) تعیین شدند و هادی حیدری معاون سردبیر شد. دوره سوم با سردبیری شهرام شهیدی با حفظ بدنه قبلی و بدون حضور دبیران پیشین بوده است.
تعدادی از همکاران مجله طنز خطخطی عبارتند از: نازنین جمشیدی، مهیار چاره‌جوی، بزرگمهر حسین‌پور، همایون حسینیان، حسام دادخواه، جواد داوری، کامبیز درم‌بخش، علی دریاکناری، محمدعلی رمضانپور، پدرام سلیمانی، آیدین سیارسریع، مهرداد نعیمی، احمد عربانی، مهدی عزیزی، حسن غلامعلی‌فرد، ابراهیم اسدی، علیرضا کاردار، احمدرضا کاظمی، احسان گنجی، ابوالفضل محترمی، فیروزه مظفری، مهرشاد مرتضوی، امین منتظری، وحید میرزایی و سعید نقدی.
غرفه خط‌خطی در چند دوره نمایشگاه مطبوعات، حائز رتبه غرفه برتر شده است.